# Ghost in the Shell
Ghost in the Shell (こうかくきどうたい, Kōkaku Kidōtai) is een Japanse sciencefiction-manga van Masamune Shirow met cyberpunk-invloeden. In 1995 werd de manga verfilmd door Mamoru Oshii. Deze animefilm was een van de eerste animatiefilms waarin de traditionele animatie succesvol werd gecombineerd met digitale animatie (CGI).
In 2002 kwam er een animeserie uit, gebaseerd op de manga, genaamd Ghost in the Shell: Stand Alone Complex. In 2004 kwam er een vervolg uit op de eerste film, genaamd Ghost in the Shell 2: Innocence.
De manga en anime waren beide van grote invloed op films als The Matrix.

## Verhaal
Het verhaal speelt zich af in de 21e eeuw. Majoor Motoko Kusanagi is een belangrijk lid van Public Security Section 9, een fictieve veiligheidsdienst. Ze ziet eruit als een gewoon mens, maar ze is een cyborg: ze heeft nog een deel van haar menselijk brein, maar een artificieel lichaam. Hierdoor loopt ze met enkele vragen over haar eigen identiteit en menselijkheid. Is zij meer dan een 'ghost', een ziel, gevangen in een 'shell', een omhulsel?
De belangrijkste verhaallijn in de film is de jacht van majoor Kusanagi en haar vriend en collega Batô op de 'Puppet Master'. Deze is een 'ghost hacker': hij breekt in in de ziel van mensen en neemt deze over. Uiteindelijk blijkt hij geen persoon te zijn, maar een kunstmatig intelligente levensvorm, die gebouwd is door een andere afdeling (Section 6) van dezelfde organisatie als waarvoor Motoko werkt (Project 2501).
De manga roept ethische en filosofische vragen op over identiteit en de vervaging van de grens tussen technologie en biologie.